# 마이 파더 앤 마이 선
마이 파더 앤 마이 선(튀르키예어: Babam ve Oglum, 영어: My Father and My Son)은 튀르키예에서 제작된 카잔 이르마크 감독의 2005년 드라마 영화이다. 체틴 테킨도르 등이 주연으로 출연하였다.

## 출연

### 주연
- 체틴 테킨도르
- 피크레트 쿠슈칸
- 휘메이라

### 조연
- 셰리프 세제르
- 투바 뷔위퀴스튄
- 예트킨 디킨질레르
- 빈누르 카야
- 할리트 에르겐치